# Unione Sportiva Viterbese 1908 2021-2022
Questa voce raccoglie le informazioni riguardanti l'Unione Sportiva Viterbese 1908 nelle competizioni ufficiali della stagione 2021-2022.

## Stagione
La stagione 2021-2022 ha rappresentato per la Viterbese la 18ª partecipazione alla terza serie del campionato italiano di calcio.
L'inizio di campionato complicato, con appena tre punti nelle prime sette giornate, nessuna vittoria all'attivo e l'ultimo posto in classifica, ha comportato l'esonero dell'allenatore Alessandro Dal Canto. Al suo posto è stato chiamato Giuseppe Raffaele. Il nuovo allenatore dopo due sconfitte ha centrato il primo successo stagionale alla 10ª giornata, in casa contro il Siena. A seguito della sconfitta esterna con la Pistoiese anche Raffaele è stato sollevato dall'incarico, con un bilancio di quattro punti in sei giornate, a sostituirlo è arrivato dalla formazione Primavera Francesco Punzi.
Punzi è rimasto alla guida tecnica per 17 giornate nelle quali ha ottenuto 19 punti, frutto di quattro vittorie, sette pareggi e sei sconfitte che hanno consentito alla formazione laziale di lasciare l'ultimo posto della classifica e collocarsi in zona play-out. Successivamente alla sconfitta casalinga contro la Lucchese della 30ª giornata è stato esonerato e al suo posto è tornato in panchina Alessandro Dal Canto. La formazione laziale, sotto la guida del tecnico veneto, ha conquistato 13 punti nelle ultime otto giornate che le sono valsi il 16º posto finale e quindi il miglior piazzamento nella griglia play-out.
I gialloblù hanno conquistato la salvezza nello spareggio contro la Fermana grazie alla vittoria per 2-0 nella partita casalinga di ritorno, ribaltando la sconfitta per 1-0 dell'andata a Fermo.
Per quanto riguarda il cammino in Coppa Italia Serie C la squadra ha raggiunto i quarti di finale, dopo le vittorie contro Gubbio, Turris e Ancona-Matelica, venendo eliminata dal Padova.

## Divise e sponsor
Lo sponsor tecnico per la stagione 2021-2022 è Nike, gli sponsor ufficiali sono Futura Immobiliare 2021, Tecnologia & Sicurezza e Rufa, mentre back sponsor sono Portami e Sigma, sleeve sponsor sono Puli-san e PVE Elettronica e shorts sponsor è Mecal srl.

## Organigramma societario
Area direttiva
- Presidente: Marco Arturo Romano
- Vicepresidente: Gianni Esposito
- Responsabile finanziario/assicurativo: Maurizio Gabriele
- Direttore generale: Francesco Pistolesi
- Direttore sportivo: Mariano Fernández
- Segretario generale: Italo Federici
- Team manager & SLO: Alessandro Ursini
- Responsabile marketing: Giuseppe Capozzoli
- Responsabile comunicazione e Ufficio Stampa: Fernando Cellitti

Area tecnica
- Allenatore: Alessandro Dal Canto
- Allenatore in seconda: Giuliano Lamma
- Preparatore atletico: Luca Lupi
- Preparatore dei portieri: Paolo Gobattoni
- Match analyst: Lucio Celenza

## Rosa
| N. |                      | Ruolo | Calciatore                  |
| -- | -------------------- | ----- | --------------------------- |
| 1  | Italia (bandiera)    | P     | Riccardo Daga               |
| 2  | Italia (bandiera)    | D     | Matteo Fracassini           |
| 2  | Italia (bandiera)    | D     | Vincenzo Polito             |
| 3  | Italia (bandiera)    | D     | Riccardo Martinelli         |
| 4  | Italia (bandiera)    | D     | Luca Ricci                  |
| 5  | Danimarca (bandiera) | C     | Oliver Urso                 |
| 6  | Brasile (bandiera)   | C     | Alvaro Iuliano              |
| 7  | Italia (bandiera)    | A     | Emilio Volpicelli           |
| 8  | Francia (bandiera)   | C     | Michel Adopo                |
| 9  | Brasile (bandiera)   | A     | Luan Capanni                |
| 10 | Italia (bandiera)    | A     | Marco Simonelli             |
| 10 | Italia (bandiera)    | C     | Domenico Mungo              |
| 11 | Brasile (bandiera)   | A     | Murilo (vice capitano)      |
| 13 | Italia (bandiera)    | D     | Dario D'Ambrosio (capitano) |
| 14 | Italia (bandiera)    | C     | Andrea Errico               |
| 15 | Italia (bandiera)    | A     | Simone D'Uffizi             |
| 17 | Slovenia (bandiera)  | D     | Daniel Pavlev               |
| 18 | Italia (bandiera)    | A     | Michele Volpe               |

| N. |                        | Ruolo | Calciatore            |
| -- | ---------------------- | ----- | --------------------- |
| 18 | Italia (bandiera)      | A     | Alessandro Polidori   |
| 19 | Italia (bandiera)      | C     | Riccardo Calcagni     |
| 20 | Italia (bandiera)      | D     | Niccolò Ricchi        |
| 20 | Italia (bandiera)      | A     | Andrea Bianchimano    |
| 21 | Italia (bandiera)      | C     | Roberto Natale        |
| 23 | Italia (bandiera)      | C     | Fabio Foglia          |
| 24 | Italia (bandiera)      | C     | Manuel Zanon          |
| 25 | Italia (bandiera)      | P     | Davide Borsellini     |
| 27 | Italia (bandiera)      | D     | Filippo Marenco       |
| 32 | Italia (bandiera)      | A     | Edoardo Tassi         |
| 33 | Italia (bandiera)      | P     | Ermanno Fumagalli     |
| 35 | Italia (bandiera)      | D     | Daniel Semenzato      |
| 44 | Paesi Bassi (bandiera) | D     | Junior Van Der Velden |
| 67 | Italia (bandiera)      | C     | Domenico Alberico     |
| 77 | Italia (bandiera)      | P     | Luca Bisogno          |
| 88 | Lituania (bandiera)    | C     | Linas Mėgelaitis      |
| 99 | Italia (bandiera)      | C     | Claudio Maffei        |

## Calciomercato

### Sessione estiva (dal 1º luglio al 31 agosto)
| Acquisti | Acquisti              | Acquisti     | Acquisti                                          |
| R.       | Nome                  | da           | Modalità                                          |
| -------- | --------------------- | ------------ | ------------------------------------------------- |
| P        | Luca Bisogno          |              | definitivo                                        |
| D        | Niccolò Ricchi        | Cavese       | definitivo                                        |
| D        | Matteo Fracassini     | Matelica     | definitivo                                        |
| D        | Filippo Marenco       | Fiorentina   | prestito                                          |
| D        | Dario D'Ambrosio      |              | definitivo                                        |
| D        | Daniel Pavlev         |              | definitivo                                        |
| D        | Junior Van Der Velden |              | definitivo                                        |
| D        | Riccardo Martinelli   |              | definitivo                                        |
| C        | Riccardo Calcagni     | Matelica     | definitivo                                        |
| C        | Andrea Errico         | Frosinone    | prestito                                          |
| C        | Linas Mėgelaitis      | Gubbio       | definitivo                                        |
| C        | Michel Adopo          | Torino       | prestito con diritto di riscatto e controriscatto |
| C        | Domenico Alberico     | Stoccarda    | definitivo                                        |
| C        | Fabio Foglia          |              | definitivo                                        |
| A        | Emilio Volpicelli     | Matelica     | definitivo                                        |
| A        | Simone D'Uffizi       | Lodigiani    | definitivo                                        |
| A        | Michele Volpe         | Frosinone    | prestito                                          |
| A        | Mattia Pampano        | Montegiorgio | definitivo                                        |
| A        | Luan Capanni          | Milan        | prestito con diritto di riscatto                  |

| Cessioni | Cessioni             | Cessioni   | Cessioni      |
| R.       | Nome                 | a          | Modalità      |
| -------- | -------------------- | ---------- | ------------- |
| D        | Luca Falbo           | Lazio      | fine prestito |
| D        | Giuseppe Scalera     |            | risoluzione   |
| D        | Gabriele Macrì       | Lanusei    | prestito      |
| D        | Federico Baschirotto | Ascoli     | definitivo    |
| D        | Paolo Cerroni        |            | risoluzione   |
| D        | Vincenzo Camilleri   |            | risoluzione   |
| D        | Emmanuel Mbendè      |            | risoluzione   |
| C        | Nicholas Bensaja     |            | risoluzione   |
| C        | Francesco Salandria  |            | risoluzione   |
| A        | Alessandro Rossi     | Lazio      | fine prestito |
| A        | Mamadou Tounkara     | Cittadella | definitivo    |

### Sessione invernale(dal 3/01 al 31/01)
| Acquisti | Acquisti            | Acquisti         | Acquisti             |
| R.       | Nome                | da               | Modalità             |
| -------- | ------------------- | ---------------- | -------------------- |
| P        | Ermanno Fumagalli   | Seregno          | definitivo           |
| D        | Luca Ricci          | Pistoiese        | definitivo           |
| D        | Daniel Semenzato    | Bari             | definitivo           |
| D        | Vincenzo Polito     | Monterosi Tuscia | prestito             |
| C        | Claudio Maffei      | Fiorenzuola      | prestito             |
| C        | Domenico Mungo      | Teramo           | definitivo           |
| A        | Andrea Bianchimano  | Perugia          | definitivo           |
| A        | Alessandro Polidori | Monterosi Tuscia | prestito con opzione |

| Cessioni | Cessioni              | Cessioni         | Cessioni             |
| R.       | Nome                  | a                | Modalità             |
| -------- | --------------------- | ---------------- | -------------------- |
| P        | Riccardo Daga         | Monterosi Tuscia | prestito             |
| D        | Niccolò Ricchi        |                  | risoluzione          |
| D        | Junior Van Der Velden |                  | risoluzione          |
| D        | Matteo Fracassini     | Fiorenzuola      | prestito             |
| C        | Andrea Errico         | Frosinone        | risoluzione prestito |
| C        | Manuel Zanon          | Giugliano        | prestito             |
| C        | Fabio Foglia          | Pontedera        | definitivo           |
| A        | Luan Capanni          | Milan            | risoluzione prestito |
| A        | Michele Volpe         | Frosinone        | risoluzione prestito |
| A        | Edoardo Tassi         |                  | risoluzione          |
| A        | Marco Simonelli       | Fermana          | prestito             |

### Operazioni esterne alle sessioni
| Acquisti | Acquisti       | Acquisti | Acquisti   |
| R.       | Nome           | da       | Modalità   |
| -------- | -------------- | -------- | ---------- |
| C        | Alvaro Iuliano |          | svincolato |

## Risultati

### Serie C

#### Girone di andata
| Arbitro: | Vergaro (Bari) |

|                                  |           |                                         |
| Urbinati 6’ Bolsius 21’ Nepi 56’ | Marcatori | 66’ Murilo 68’ Volpicelli 90+3’ Capanni |

| Arbitro: | De Angeli (Milano) |

|  |           |                                            |
|  | Marcatori | 51’ Lia 64’Benedetti 90+1’ (rig.) Boccardi |

| Arbitro: | Diop (Treviglio) |

|                          |           |                              |
| Udoh 37’, 50’ Biancu 86’ | Marcatori | 9’ Volpicelli 70’ D'Ambrosio |

| Arbitro: | Pascarella (Nocera Inferiore) |

|  |           |              |
|  | Marcatori | 75’ Caturano |

| Arbitro: | Virgilio (Trapani) |

|                  |           |                      |
| F. Ferrari 90+3’ | Marcatori | 5’ (rig.) Volpicelli |

| Arbitro: | Lovison (Padova) |

|                  |           |          |
| D'Ambrosio 90+3’ | Marcatori | 4’ Gucci |

| Arbitro: | Sfira (Pordenone) |

|                |           |  |
| Cuccurullo 69’ | Marcatori |  |

| Arbitro: | Cavaliere (Paola) |

|  |           |             |
|  | Marcatori | 74’ Fratini |

| Arbitro: | Fiero (Pistoia) |

|                        |           |  |
| Bonfanti 55’ Mosti 82’ | Marcatori |  |

| Arbitro: | Calzavara (Varese) |

|                           |           |  |
| Murilo 49’ Volpicelli 84’ | Marcatori |  |

| Arbitro: | Zucchetti (Foligno) |

|          |           |  |
| Eklu 10’ | Marcatori |  |

| Arbitro: | Grasso (Ariano Irpino) |

|                          |           |                          |
| Volpe 12’ Volpicelli 73’ | Marcatori | 21’ Iannoni 49’ Del Sole |

| Arbitro: | Saia (Palermo) |

|                                  |           |           |
| Pinzauti 6’ (rig.) Gennari 90+3’ | Marcatori | 12’ Volpe |

| Arbitro: | Pirrotta (Barcellona Pozzo di Gotto) |

|                      |           |                                |
| Volpe 26’ Murilo 40’ | Marcatori | 9’, 15’ Magnaghi 90+5’ Espeche |

| Arbitro: | Ferrieri Caputi (Livorno) |

|                        |           |              |
| Calcagni 22’ Volpe 44’ | Marcatori | 11’ Spalluto |

| Arbitro: | Di Cairano (Ariano Irpino) |

|                                              |           |                                                  |
| Lanini 72’ Sorrentino 75’ Zamparo 83’ (rig.) | Marcatori | 33’ Iuliano 57’ Mėgelaitis 78’ (rig.) Volpicelli |

| Arbitro: | Giordano (Novara) |

|                          |           |                                                                         |
| Adopo 11’ Volpicelli 72’ | Marcatori | 15’ (rig.) Lescano 69’, 90+4’ Magrassi 75’ Morosini 89’ (rig.) Paolucci |

| Pontedera 12 dicembre 2021, ore 17:30 CET 18ª giornata | Montevarchi       | 0 – 0 referto | Viterbese | Stadio Ettore Mannucci (277 spett.)\| Arbitro: \| Scarpa (Collegno) \| |
| Arbitro:                                               | Scarpa (Collegno) |               |           |                                                                        |

| Viterbo 19 dicembre 2021, ore 14:30 CET 19ª giornata | Viterbese          | 0 – 0 referto | Carrarese | Stadio Enrico Rocchi (460 spett.)\| Arbitro: \| Virgilio (Trapani) \| |
| Arbitro:                                             | Virgilio (Trapani) |               |           |                                                                       |

#### Girone di ritorno
| Viterbo 22 dicembre 2021, ore 14:30 CET 20ª giornata | Viterbese       | 0 – 0 referto | Fermana | Stadio Enrico Rocchi (581 spett.)\| Arbitro: \| Marotta (Sapri) \| |
| Arbitro:                                             | Marotta (Sapri) |               |         |                                                                    |

| Arbitro: | Ricci (Firenze) |

|  |           |                                           |
|  | Marcatori | 14’ Mėgelaitis 26’ Iuliano 52’ Volpicelli |

| Viterbo 16 gennaio 2022, ore 14:30 CET 22ª giornata | Viterbese            | 0 – 0 referto | Olbia | Stadio Enrico Rocchi (737 spett.)\| Arbitro: \| Costanza (Agrigento) \| |
| Arbitro:                                            | Costanza (Agrigento) |               |       |                                                                         |

| Cesena 22 gennaio 2022, ore 14:30 CET 23ª giornata | Cesena             | 0 – 0 referto | Viterbese | Orogel Stadium-Dino Manuzzi (3 816 spett.)\| Arbitro: \| Monaldi (Macerata) \| |
| Arbitro:                                           | Monaldi (Macerata) |               |           |                                                                                |

| Arbitro: | Maggio (Lodi) |

|                |           |                                     |
| Volpicelli 67’ | Marcatori | 27’ F. Ferrari 33’ D'Ursi 40’ Rauti |

| Arbitro: | Baratta (Rossano) |

|  |           |                            |
|  | Marcatori | 38’ Pavlev 76’ Bianchimano |

| Arbitro: | Fiero (Pistoia) |

|                                     |           |                                                   |
| D'Ambrosio 2’ Volpicelli 36’ (rig.) | Marcatori | 38’ (rig.) Arrigoni 52’ Bernardotto 80’ De Grazia |

| Arbitro: | Cherchi (Carbonia) |

|  |           |                       |
|  | Marcatori | 32’ (rig.) Volpicelli |

| Arbitro: | Rutella (Enna) |

|  |           |                     |
|  | Marcatori | 86’ (rig.) Ogunseye |

| Siena 27 febbraio 2022, ore 14:30 CET 29ª giornata | Siena                              | 0 – 0 referto | Viterbese | Stadio Artemio Franchi (2 100 spett.)\| Arbitro: \| Carrione (Castellammare di Stabia) \| |
| Arbitro:                                           | Carrione (Castellammare di Stabia) |               |           |                                                                                           |

| Arbitro: | Perenzoni (Rovereto) |

|  |           |              |
|  | Marcatori | 59’ Collodel |

| Arbitro: | Pascarella (Nocera Inferiore) |

|                          |           |                          |
| Faggioli 11’ Moretti 27’ | Marcatori | 54’ Mungo 58’ Martinelli |

| Arbitro: | Bordin (Bassano del Grappa) |

|                     |           |                       |
| D'Ambrosio 19’, 79’ | Marcatori | 34’ Bočić 46’ Pertica |

| Arbitro: | Maggio (Lodi) |

|  |           |                                   |
|  | Marcatori | 4’ (rig.) Volpicelli 68’ Polidori |

| Arbitro: | Delrio (Reggio Emilia) |

|              |           |                        |
| Spalluto 24’ | Marcatori | 66’ Mungo 73’ Calcagni |

| Arbitro: | Saia (Palermo) |

|                             |           |                  |
| Volpicelli 48’ Polidori 58’ | Marcatori | 37’, 56’ Zamparo |

| Arbitro: | Cascone (Nocera Inferiore) |

|                          |           |                |
| Schenetti 49’ Merkaj 56’ | Marcatori | 11’ Volpicelli |

| Viterbo 14 aprile 2022, ore 21:00 CEST 37ª giornata | Viterbese                            | 0 – 0 referto | Montevarchi | Stadio Enrico Rocchi (1 029 spett.)\| Arbitro: \| Pirrotta (Barcellona Pozzo di Gotto) \| |
| Arbitro:                                            | Pirrotta (Barcellona Pozzo di Gotto) |               |             |                                                                                           |

| Arbitro: | Caldera (Como) |

|                 |           |                                      |
| Battistella 12’ | Marcatori | 48’ O. Urso 59’ Polidori 90+3’ Adopo |

#### Play-out
| Arbitro: | Feliciani (Teramo) |

|                 |           |  |
| Kyeremateng 85’ | Marcatori |  |

| Arbitro: | Longo (Paola) |

|                                  |           |  |
| Volpicelli 9’ (rig.) O. Urso 64’ | Marcatori |  |

### Coppa Italia Serie C

#### Turni eliminatori
| Arbitro: | Gemelli (Messina) |

|                          |           |            |
| Calcagni 34’ Capanni 87’ | Marcatori | 75’ Mangni |

| Arbitro: | Iacobellis (Pisa) |

|                                           |           |             |
| Simonelli 31’ Longo 33’ (aut.) Murilo 75’ | Marcatori | 46’ Finardi |

#### Fase finale
| Arbitro: | Villa (Rimini) |

|  |           |             |
|  | Marcatori | 55’ Iuliano |

| Arbitro: | Giaccaglia (Jesi) |

|            |           |  |
| Biasci 11’ | Marcatori |  |

## Statistiche

### Statistiche di squadra
Statistiche aggiornate al 14 maggio 2022.
| Competizione         | Punti | In casa | In casa | In casa | In casa | In casa | In casa | In trasferta | In trasferta | In trasferta | In trasferta | In trasferta | In trasferta | Totale | Totale | Totale | Totale | Totale | Totale | DR |
| Competizione         | Punti | G       | V       | N       | P       | Gf      | Gs      | G            | V            | N            | P            | Gf           | Gs           | G      | V      | N      | P      | Gf     | Gs     | DR |
| -------------------- | ----- | ------- | ------- | ------- | ------- | ------- | ------- | ------------ | ------------ | ------------ | ------------ | ------------ | ------------ | ------ | ------ | ------ | ------ | ------ | ------ | -- |
| Serie C              | 39    | 19      | 2       | 8       | 9       | 18      | 29      | 19           | 6            | 7            | 6            | 26           | 22           | 38     | 8      | 15     | 15     | 44     | 51     | -7 |
| Play-out             | -     | 1       | 1       | 0       | 0       | 2       | 0       | 1            | 0            | 0            | 1            | 0            | 1            | 2      | 1      | 0      | 1      | 2      | 1      | +1 |
| Coppa Italia Serie C | -     | 2       | 2       | 0       | 0       | 5       | 2       | 2            | 1            | 0            | 1            | 1            | 1            | 4      | 3      | 0      | 1      | 6      | 3      | +3 |
| Totale               | -     | 22      | 5       | 8       | 9       | 25      | 31      | 22           | 7            | 7            | 8            | 27           | 24           | 44     | 12     | 15     | 17     | 52     | 55     | -3 |

### Andamento in campionato
| Giornata  | 1 | 2  | 3  | 4  | 5  | 6  | 7  | 8  | 9  | 10 | 11 | 12 | 13 | 14 | 15 | 16 | 17 | 18 | 19 | 20 | 21 | 22 | 23 | 24 | 25 | 26 | 27 | 28 | 29 | 30 | 31 | 32 | 33 | 34 | 35 | 36 | 37 | 38 |
| --------- | - | -- | -- | -- | -- | -- | -- | -- | -- | -- | -- | -- | -- | -- | -- | -- | -- | -- | -- | -- | -- | -- | -- | -- | -- | -- | -- | -- | -- | -- | -- | -- | -- | -- | -- | -- | -- | -- |
| Luogo     | T | C  | T  | C  | T  | C  | T  | C  | T  | C  | T  | C  | T  | C  | C  | T  | C  | T  | C  | C  | T  | C  | T  | C  | T  | C  | T  | C  | T  | C  | T  | C  | T  | T  | C  | T  | C  | T  |
| Risultato | N | P  | P  | P  | N  | N  | P  | P  | P  | V  | P  | N  | P  | P  | V  | N  | P  | N  | N  | N  | V  | N  | N  | P  | V  | P  | V  | P  | N  | P  | N  | N  | V  | V  | N  | P  | N  | V  |
| Posizione | 7 | 15 | 17 | 18 | 18 | 19 | 20 | 20 | 20 | 18 | 20 | 20 | 20 | 20 | 19 | 20 | 20 | 20 | 20 | 19 | 19 | 18 | 19 | 20 | 18 | 18 | 16 | 18 | 18 | 18 | 18 | 18 | 18 | 16 | 16 | 17 | 16 | 16 |

Legenda:

Luogo: C = Casa; T = Trasferta. Risultato: V = Vittoria; N = Pareggio; P = Sconfitta.

### Statistiche dei giocatori
| Giocatore         | Serie C + play-out | Serie C + play-out | Serie C + play-out | Serie C + play-out | Coppa Italia Serie C | Coppa Italia Serie C | Coppa Italia Serie C | Coppa Italia Serie C | Totale   | Totale | Totale      | Totale     |
| Giocatore         | Presenze           | Reti               | Ammonizioni        | Espulsioni         | Presenze             | Reti                 | Ammonizioni          | Espulsioni           | Presenze | Reti   | Ammonizioni | Espulsioni |
| ----------------- | ------------------ | ------------------ | ------------------ | ------------------ | -------------------- | -------------------- | -------------------- | -------------------- | -------- | ------ | ----------- | ---------- |
| M. Adopo          | 32+2               | 2                  | 3+1                | 0                  | 3                    | 0                    | 0                    | 0                    | 37       | 2      | 4           | 0          |
| D. Alberico       | 13                 | 0                  | 3                  | 0                  | 3                    | 0                    | 0                    | 0                    | 16       | 0      | 3           | 0          |
| A. Bianchimano    | 17+2               | 1                  | 5+2                | 0                  | -                    | -                    | -                    | -                    | 19       | 1      | 7           | 0          |
| L. Bisogno        | 10                 | -10                | 3                  | 0                  | 3                    | -2                   | 0                    | 0                    | 13       | -12    | 3           | 0          |
| R. Calcagni       | 33+2               | 2                  | 3                  | 0                  | 3                    | 1                    | 1                    | 0                    | 38       | 3      | 4           | 0          |
| L. Capanni        | 19                 | 1                  | 2                  | 0                  | 3                    | 1                    | 2                    | 0                    | 22       | 2      | 4           | 0          |
| R. Daga           | 11                 | -24                | 2                  | 0                  | 1                    | -1                   | 0                    | 0                    | 12       | -25    | 2           | 0          |
| D. D'Ambrosio     | 35+2               | 5                  | 13                 | 0                  | 3                    | 0                    | 3                    | 1                    | 40       | 5      | 16          | 1          |
| S. D'Uffizi       | 4                  | 0                  | 0                  | 0                  | 1                    | 0                    | 0                    | 0                    | 5        | 0      | 0           | 0          |
| A. Errico         | 12                 | 0                  | 4                  | 0                  | 1                    | 0                    | 0                    | 0                    | 13       | 0      | 4           | 0          |
| F. Foglia         | 14                 | 0                  | 1                  | 0                  | 2                    | 0                    | 0                    | 0                    | 16       | 0      | 1           | 0          |
| M. Fracassini     | 7                  | 0                  | 3                  | 1                  | 4                    | 0                    | 0                    | 0                    | 11       | 0      | 3           | 1          |
| E. Fumagalli      | 17+2               | -17+-1             | 4+1                | 0                  | -                    | -                    | -                    | -                    | 19       | -18    | 5           | 0          |
| A. Iuliano        | 20                 | 2                  | 5                  | 0                  | 2                    | 1                    | 0                    | 0                    | 22       | 3      | 5           | 0          |
| C. Maffei         | 4                  | 0                  | 0                  | 0                  | -                    | -                    | -                    | -                    | 4        | 0      | 0           | 0          |
| F. Marenco        | 13                 | 0                  | 3                  | 0                  | 2                    | 0                    | 0                    | 0                    | 15       | 0      | 3           | 0          |
| R. Martinelli     | 26+2               | 1                  | 10+1               | 1                  | 1                    | 0                    | 0                    | 0                    | 29       | 1      | 11          | 1          |
| L. Mėgelaitis     | 32+2               | 2                  | 9+1                | 0                  | 3                    | 0                    | 0                    | 0                    | 37       | 2      | 10          | 0          |
| Murilo            | 26                 | 3                  | 8                  | 3                  | 3                    | 1                    | 0                    | 0                    | 29       | 4      | 8           | 3          |
| D. Mungo          | 14+2               | 2                  | 2+1                | 0                  | -                    | -                    | -                    | -                    | 16       | 2      | 3           | 0          |
| R. Natale         | 0                  | 0                  | 0                  | 0                  | 1                    | 0                    | 0                    | 0                    | 1        | 0      | 0           | 0          |
| D. Pavlev         | 25                 | 1                  | 6                  | 0                  | 2                    | 0                    | 0                    | 0                    | 27       | 1      | 6           | 0          |
| A. Polidori       | 16+2               | 3                  | 3                  | 0                  | -                    | -                    | -                    | -                    | 18       | 3      | 3           | 0          |
| N. Ricchi         | 3                  | 0                  | 0                  | 0                  | 4                    | 0                    | 1                    | 0                    | 7        | 0      | 1           | 0          |
| L. Ricci          | 15+2               | 0                  | 6                  | 0                  | -                    | -                    | -                    | -                    | 17       | 0      | 6           | 0          |
| D. Semenzato      | 16+2               | 0                  | 2+1                | 0                  | -                    | -                    | -                    | -                    | 18       | 0      | 3           | 0          |
| M. Simonelli      | 12                 | 0                  | 0                  | 0                  | 4                    | 1                    | 1                    | 0                    | 16       | 1      | 1           | 0          |
| E. Tassi          | 2                  | 0                  | 1                  | 0                  | 2                    | 0                    | 0                    | 0                    | 4        | 0      | 1           | 0          |
| O. Urso           | 35+2               | 1+1                | 4+1                | 1                  | 3                    | 0                    | 0                    | 0                    | 40       | 2      | 5           | 1          |
| J. Van Der Velden | 16                 | 0                  | 3                  | 0                  | 4                    | 0                    | 0                    | 0                    | 20       | 0      | 3           | 0          |
| M. Volpe          | 13                 | 4                  | 1                  | 0                  | -                    | -                    | -                    | -                    | 13       | 4      | 1           | 0          |
| E. Volpicelli     | 37+2               | 14+1               | 4+1                | 0                  | 2                    | 0                    | 0                    | 0                    | 41       | 15     | 5           | 0          |
| M. Zanon          | 1                  | 0                  | 0                  | 0                  | 1                    | 0                    | 2                    | 1                    | 2        | 0      | 2           | 1          |